# Evropská silnice E45

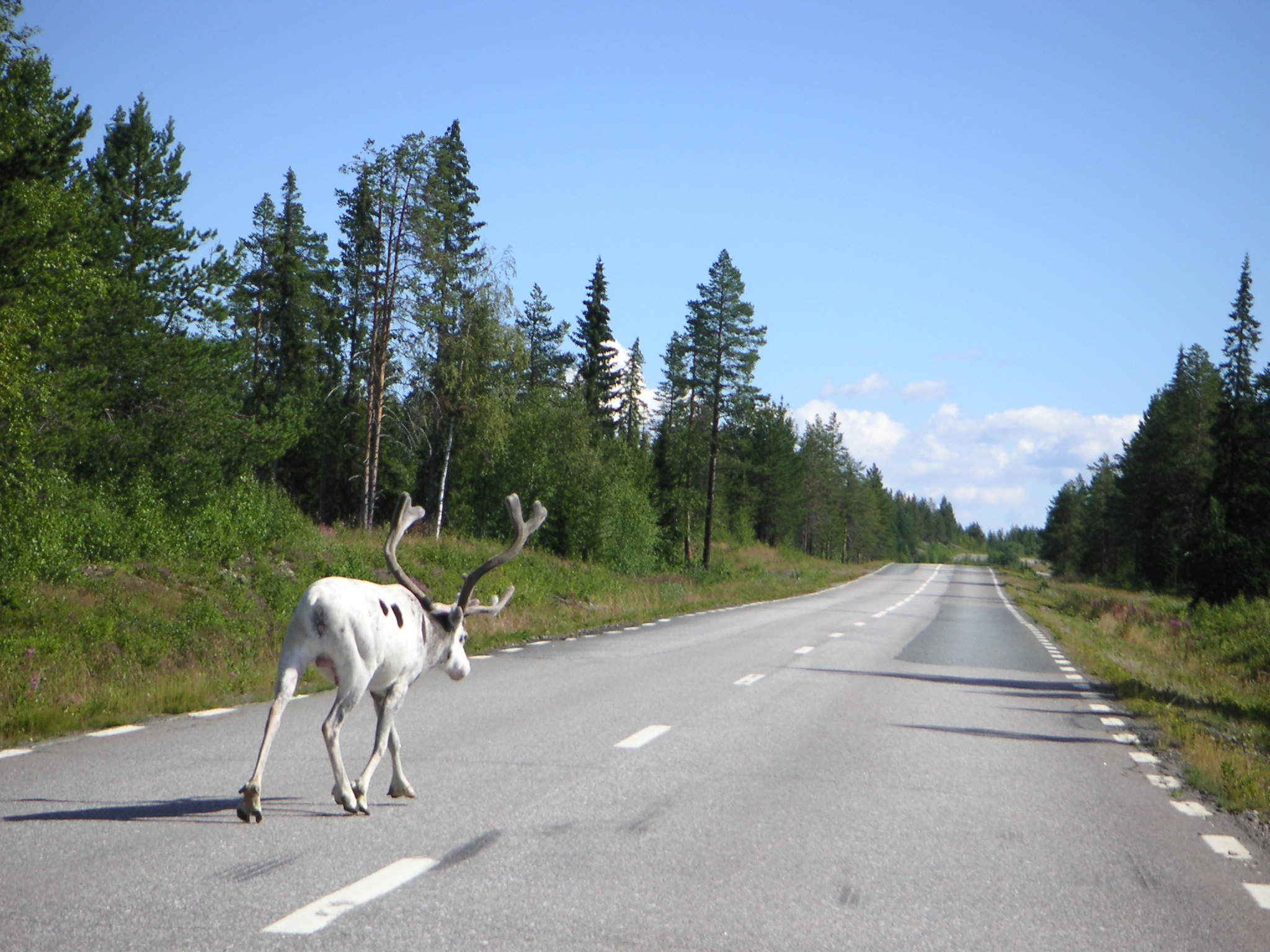
E 45 mezi Sorsele a Slagnäs v Laponsku, Švédsko. Po vyfocení této fotky byl snížen limit rychlosti ze 110 km/h na 100 km/h

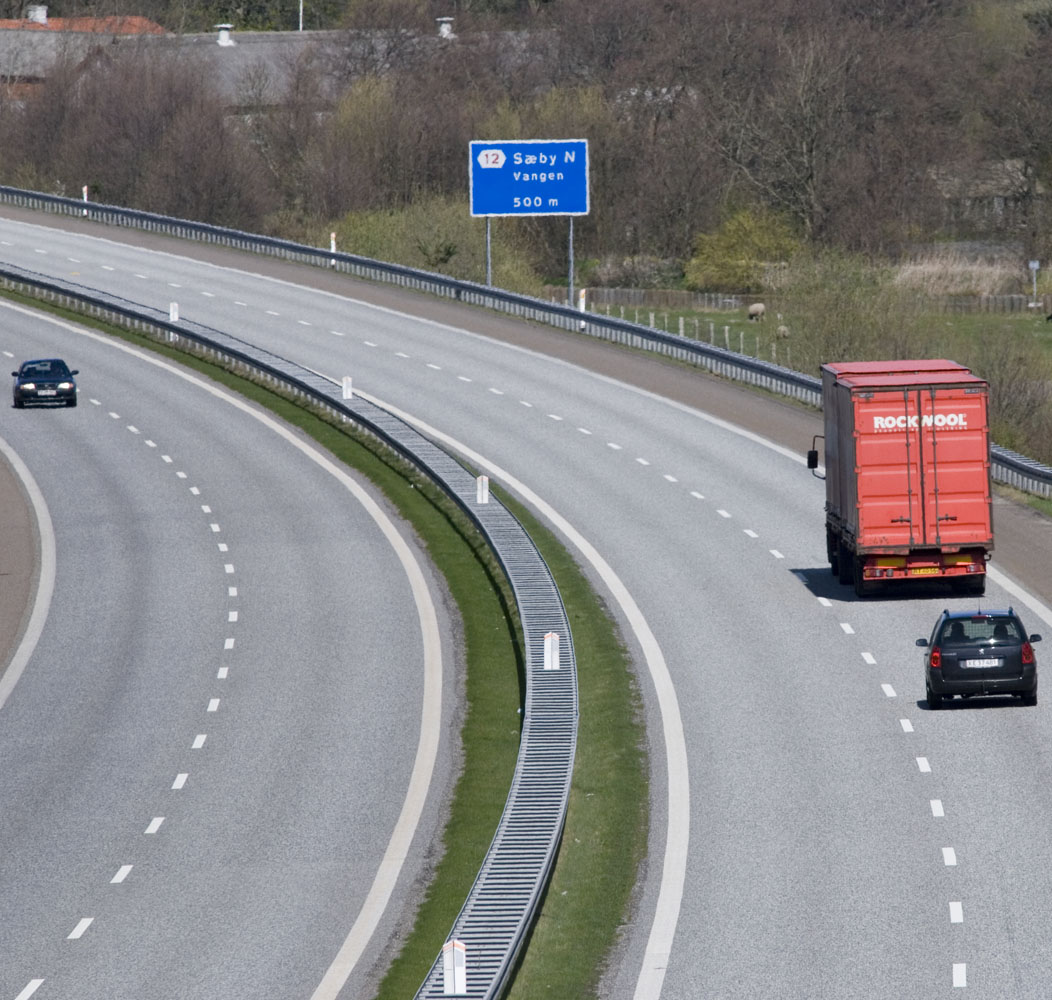
Nejsevernější kontinentální výjezd z dálnice E 45 na jihu od Frederikshavnu

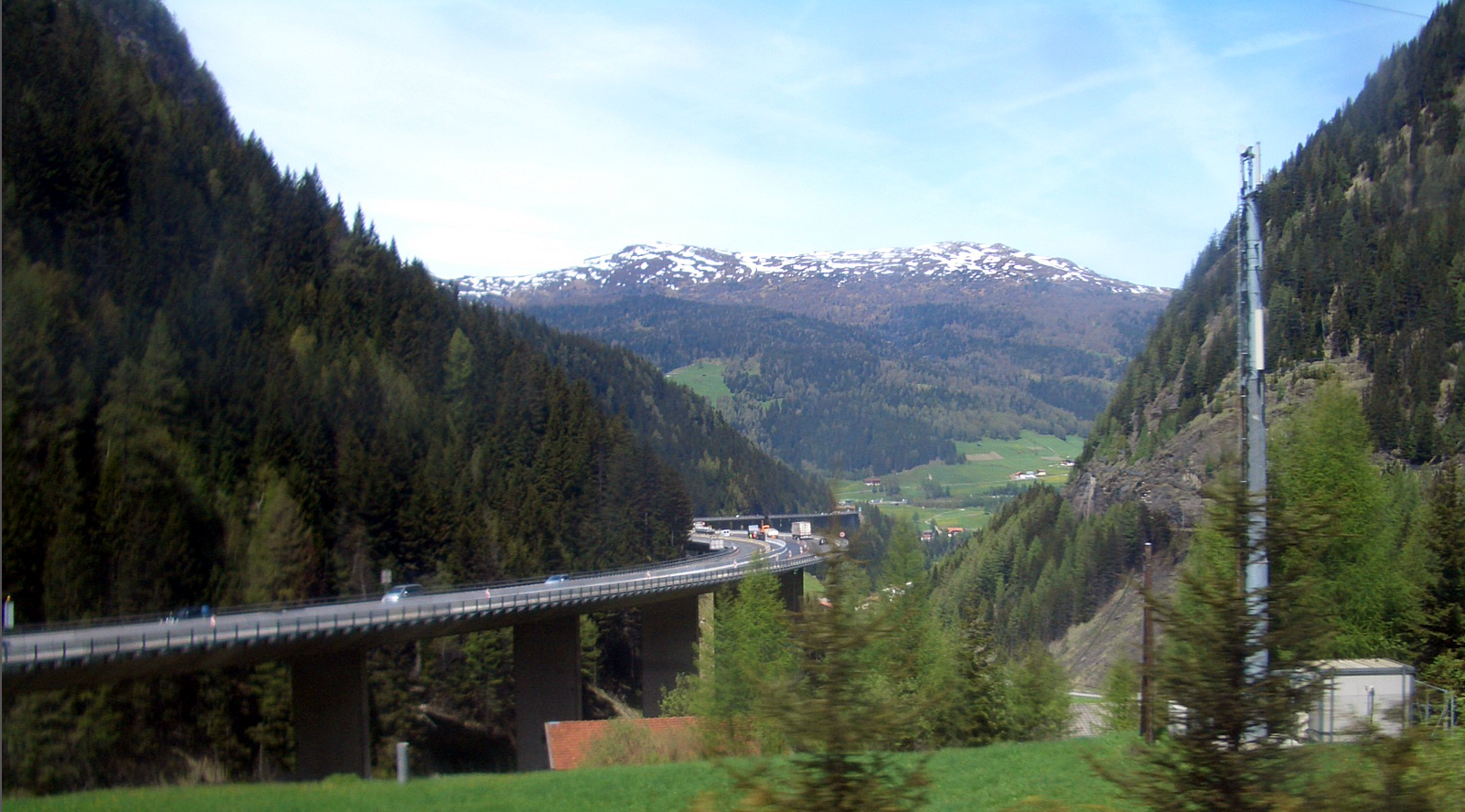
E45 v Brennerském průsmyku

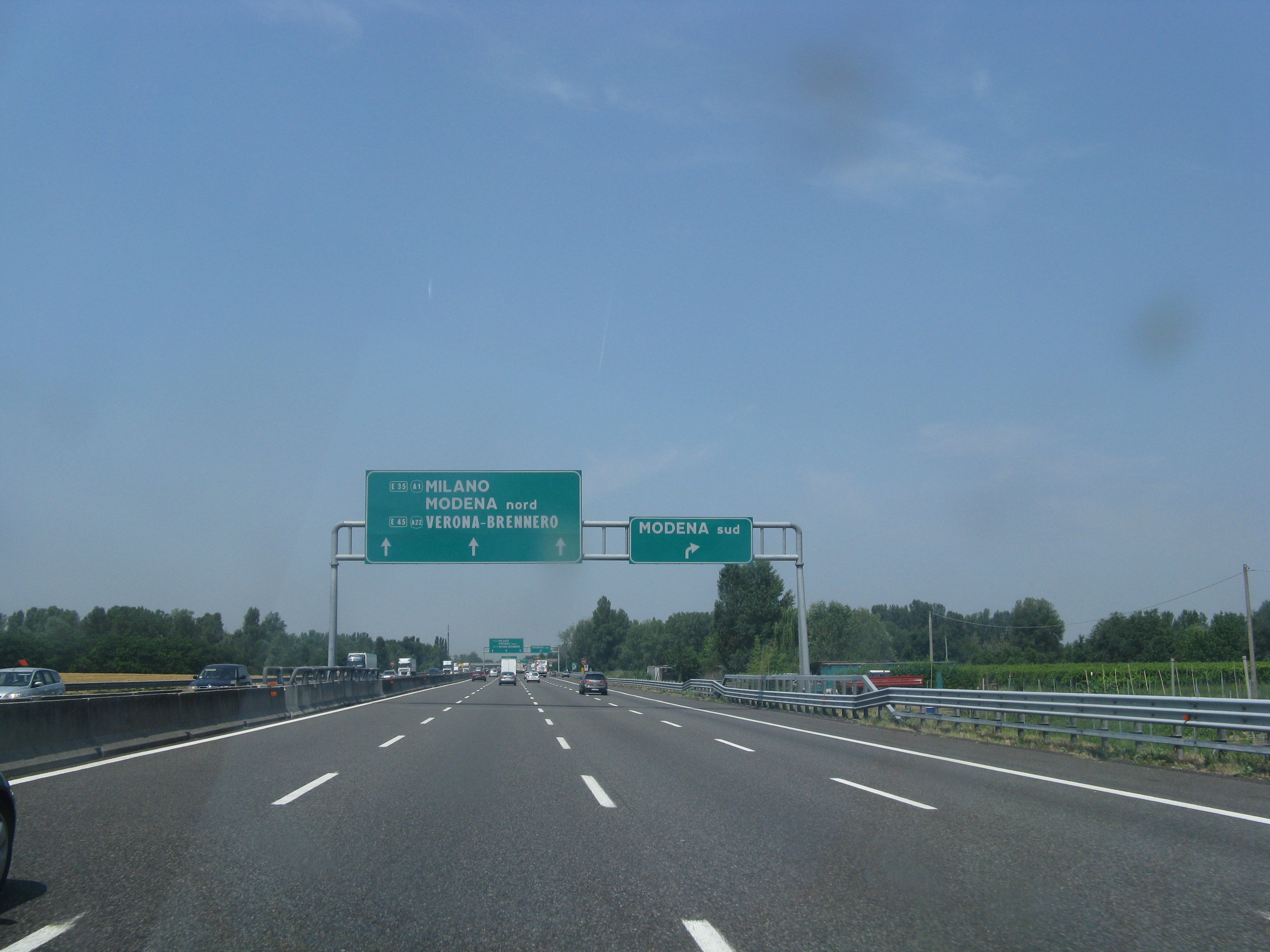
E45 v Itálii

Evropská silnice E45 je evropskou silnicí 1. třídy. Začíná ve švédském Karesuandu a končí na Sicílii, ve městě Gela. Celá trasa měří 4920 kilometrů a je tak nejdelší evropskou silnicí ve směru sever-jih.

## Trasa
- Švédsko
  - Karesuando – Porjus – Jokkmokk – Arvidsjaur – Östersund – Mora – Säffle – Åmål – Göteborg …

- Dánsko
  - …  Frederikshavn – Aalborg – Randers – Aarhus – Vejle – Koldings

- Německo
  - Flensburg – Hamburk – Hanover – Göttingen – Kassel – Fulda – Würzburg – Norimberk – Mnichov – Rosenheim

- Rakousko
  - Wörgl – Innsbruck – Brenner

- Itálie
  - Franzensfeste – Bolzano – Trento – Verona – Modena – Bologna – Cesena – Perugia – Fiano Romano – Neapol – Salerno – Sicignano degli Alburni – Cosenza – Villa San Giovanni …  … Messina – Catania – Syrakusy – Gela[2]

## Finsko
E45 není ve Finsku označena. V oficiálním dokumentu je název "Karesuando" uveden ve švédštině a označuje vesnici, která leží na hranicích s Finskem. To naznačuje, že silnice začíná až na švédském území. Švédská vláda navrhla v roce 2005 rozšíření trasy silnice. Rozšíření ale nezahrnovalo žádnou finskou silnici. Návrh byl i přesto přijat. Rozdíl mezi koncem trasy E45 a E8 činí necelý 1 kilometr. Tuto mezeru zaplňuje finská národní silnice 959 spojující Karesuvanto (FIN) a Karesuando (SWE).

## Švédsko
V listopadu 2006 byla E45 prodloužena o úsek švédské národní silnice 45. Švédská národní silnice 45 začíná na hranicích s Finskem nedaleko další evropské silnice E8 a poté pokračuje přes Östersund, Moru a Grums do Göteborgu. Takto se zvýšila délka trasy o 1690 km. Během léta 2007 bylo změněno označení 45 na E45. Na území Švédska není momentálně E45 jinak označena a je nazývána Inlandsvägen.
Ve Švédsku je na většině trasy E45 obyčejnou silnicí. Mezi městy Karesuando a Torsby (1370 km) je silnice obvykle široká 6-8 metrů a prochází velmi zřídka obydlenými lesy, několika vesnicemi a dvěma městy, Östersundem a Morou. Na jih od města Grums je E45 vedena peážně spolu s E18 jako dálnice na délce 6 km. Mezi městy Säffle a Trollhättan jsou některé úseky silnice uspořádány do uskupení jízdních pruhů 2+1 s tím, že uprostřed je bariéra. Mezi Trollhättanem a Göteborgem je dálnice ve výstavbě a hotová by měla být v roce 2012. Na sever od Mory je maximální povolená rychlost obvykle 100 km/h, na jih potom 90 km/h. Existuje zde 27 křižovatek nebo mimoúrovňových křižovatek, kde není vedena E45 v přímém směru. Dále je zde 26 míst, kde se kříží silnice s železnicí.
Trajek na trase Göteborg–Frederikshavn jezdí 8krát denně a cesta trvá 2–3½ hodiny.

## Dánsko
Na jih od Frederikshavnu až po dánsko-německou hranici je v Dánsku E45 vedena jako dálnice (maximální povolená rychlost 110 km/h – 130 km/h). E45 zde nemá jiné národní označení. Později se napojuje na dálnice E39 a E20.
Do roku 1992 nesla silnice název E3, která ve skutečnosti před rokem 1985 končila v portugalském Lisabonu. Až roku 2006 končila trasa E45 na sever od Frederikshavnu, poté došlo k prodloužení o švédskou část.
Celková délka E45 na dánském území je 357 kilometrů.

## Německo
V Německu je E45 vedena následovně:
- Dálnice A7, hranice s Dánskem-Würzburg
- Dálnice A3, Würzburg-Norimberk
- Dálnice A9, Norimberk-Mnichov
- Dálnice A99, mnichovský obchvat
- Dálnice A8, Mnichov-Rosenheim
- Dálnice A93, Rosenheim-hranice s Rakouskem

## Rakousko
V Rakousku je E45 vedena následovně:
- Dálnice A12, hranice s Německem-Innsbruck
- Dálnice A13, Innsbruck-hranice s Itálií (skrz Brennerský průsmyk)

## Itálie
V Itálii je E45 vedena následovně:
- Dálnice A22, Brennerský průsmyk-Modena
- Dálnice A1, Modena-Bologna
- Dálnice A14, Bologna-Cesena
- Strada statale 3bis, Cesena-Terni
- Strada statale 675 Umbro-Laziale, Terni-Orte
- Dálnice A1, Orte-Neapol
- Dálnice A3, Neapol-Villa San Giovanni
- Villa San Giovanni-Messina (Messinská úžina)
- Dálnice A18, Messina-Catania
- RA15, obchvat Catanie
- italská dálnice Catania-Siracusa, Catania-Augusta
- Strada statale 114 Orientale Sicula, Augusta-Syrakusy
- Dálnice A18, Syrakusy-Rosolini
- Strada statale 115 Sud Occidentale Sicula, Rosolini-Gela